# Municipio de Washington (condado de Union)
El municipio de Washington (en inglés: Washington Township) es un municipio ubicado en el condado de Union en el estado estadounidense de Ohio. En el año 2010 tenía una población de 824 habitantes y una densidad poblacional de 11,4 personas por km².

## Geografía
El municipio de Washington se encuentra ubicado en las coordenadas 40°28′32″N 83°27′10″O / 40.47556, -83.45278. Según la Oficina del Censo de los Estados Unidos, el municipio tiene una superficie total de 72.25 km², de la cual 71,71 km² corresponden a tierra firme y (0,76 %) 0,55 km² es agua.

## Demografía
Según el censo de 2010, había 824 personas residiendo en el municipio de Washington. La densidad de población era de 11,4 hab./km². De los 824 habitantes, el municipio de Washington estaba compuesto por el 98,54 % blancos, el 0,24 % eran afroamericanos, el 0,36 % eran amerindios, el 0,12 % eran asiáticos y el 0,73 % eran de una mezcla de razas. Del total de la población el 1,09 % eran hispanos o latinos de cualquier raza.